# Fritz Hungerleider
Fritz Hungerleider (* 1920; † 1998 in Wien) war ein österreichischer Religionswissenschaftler und Zen-Lehrer und von 1955 bis 1976 Präsident der Buddhistischen Gemeinschaft Österreich.
Hungerleider, der als „jüdisch-katholisches Kind“ in Wien aufwuchs und dort die Handelsakademie besuchte, musste als Jude nach dem Anschluss Österreich verlassen und ging ins Exil nach Shanghai, wo er von 1938 bis 1947 blieb. Nach Wien zurückgekehrt wurde Hungerleider eine der zentralen Personen des Buddhismus in Österreich.

## Buddhismus
Im Shanghaier Exil entdeckte Hungerleider Arthur Schopenhauer und kam erstmals mit dem Buddhismus in Kontakt. In den Nachkriegsjahren vertiefte er seine Buddhismuskenntnisse auf Reisen nach Sri Lanka und Japan. Eine Zen-Ausbildung erhielt er im Rinzai-Kloster Daitoku-ji in Kyōto, wo er auch Studien an buddhistischen Universitäten (Ryūkoku, Ōtani) durchführte. Sein erstes Mediationsseminar („Satipatthana und Zen“) hielt er 1961 im deutschen buddhistischen Kloster Roseburg, dem Haus der Stille bei Hamburg. Ab 1962 widmete er sich der Veranstaltung von Zen-Seminaren neben seiner ausgedehnten Vortrags- und Kurstätigkeit, auch im Bereich katholischer Bildungswerke und Klöster. In diesen Jahren hielt er auch regelmäßigen Kontakt zur Abteilung für Japanologie des Völkerkundeinstituts der Universität Wien (später Institut für Japanologie) und deren damaligen Vorstand, Alexander Slawik, aufrecht.
Mehr als 20 Jahre war Hungerleider Präsident der Buddhistischen Gemeinschaft Österreich und trug über Jahre hindurch ab 1974 die Bemühungen um eine staatliche Anerkennung des Buddhismus in Österreich, die schließlich 1983 erfolgte. Neben seinen zahlreichen Seminaren und Vorträgen in ganz Österreich waren es insbesondere seine Vorträge im Österreichischen Rundfunk, die ihn zu einem wichtigen Pionier des Buddhismus in Österreich machten.
Stets auch um den Interreligiösen Dialog bemüht, gelang es ihm 1973 anlässlich eines Besuches des Dalai Lama, diesen mit Erzbischof Franz Kardinal König in Kontakt zu bringen.

## Werke (Auswahl)
- Gespräch eines Buddhisten mit einem Christen zur Frage der Toleranz. O.W. Barth, Weilheim 1969.
- Mein Weg zur Mystik. eine religiöse Autobiographie. Herder, Wien 1988, ISBN 3-210-24908-3.
- Mystik, Tao und Zen. Lichtspur zum Urgrund des Seins. Kristkeitz, Heidelberg 1992, ISBN 3-921508-44-4.
- Das Zen Seminar. Ein Leitfaden für Übende und Lehrer. Herder, Wien 1976, ISBN 3-210-24518-5.